# Будинок власника пивзаводу (м. Рівне)

## Історія
Збудований на ділянці, що безпосередньо примикає до території сучасного Рівненського пивзаводу зі сторони вулиці Петра Могили (до Першої світової війни – Африканської, у міжвоєнний період – Ягеллонської, сьогодні - вулиця Петра Могили, 10) і належала засновнику і власнику пивоварні – Гершу-Меєру Пісюку. Пивоварня була закладена у 1899 р. і на початку ХХ століття стала найбільшим таким виробництвом на Волині.

## Архітектура
Будинок розташований на місці двох попередніх дерев’яних особняків, в яких родина мешкала до початку 1920-х рр. У цей час були виконані два варіанти проєкту нового двоповерхового мурованого будинку. До реалізації була прийнята версія, подана у кресленику техніка М.Сіротенка, датована 28 листопада 1923 р. У новому будинку власник жив до 1934 р., коли з дружиною емігрував до Палестини.
В основі компактного плану будинку – центрична композиція, де кімнати розташовуються навколо холу зі сходами, що ведуть на другий поверх. Контур зовнішніх стін доволі складний: у всіх житлових кімнатах першого поверху і більшості – другого наявні гранчасті еркери або балкони.
В архітектурному образі еклектично поєднані елементи, запозичені зі «старопольської» архітектури (високий ламаний дах), стилю рококо (овальне вікно-люкарна на даху) та елементи, що фіксують початки впливу стилістики архітектурного авангарду (великі вікна, що формують на поверхні головного фасаду самостійну композицію).
Будинок зберігся до нашого часу без змін планування, архітектурного образу і з мінімальними перебудовами. Проте, у повоєнний час втратив свою житлову функцію. У 2000-х роках був змінений силует і матеріал даху (оцинкована жерсть замінена на металопрофіль), здійснена добудова технічного приміщення до дворового фасаду. Донині в приміщеннях функціонує система водяного опалення, збудована у 1920-х роках.

## Галерея

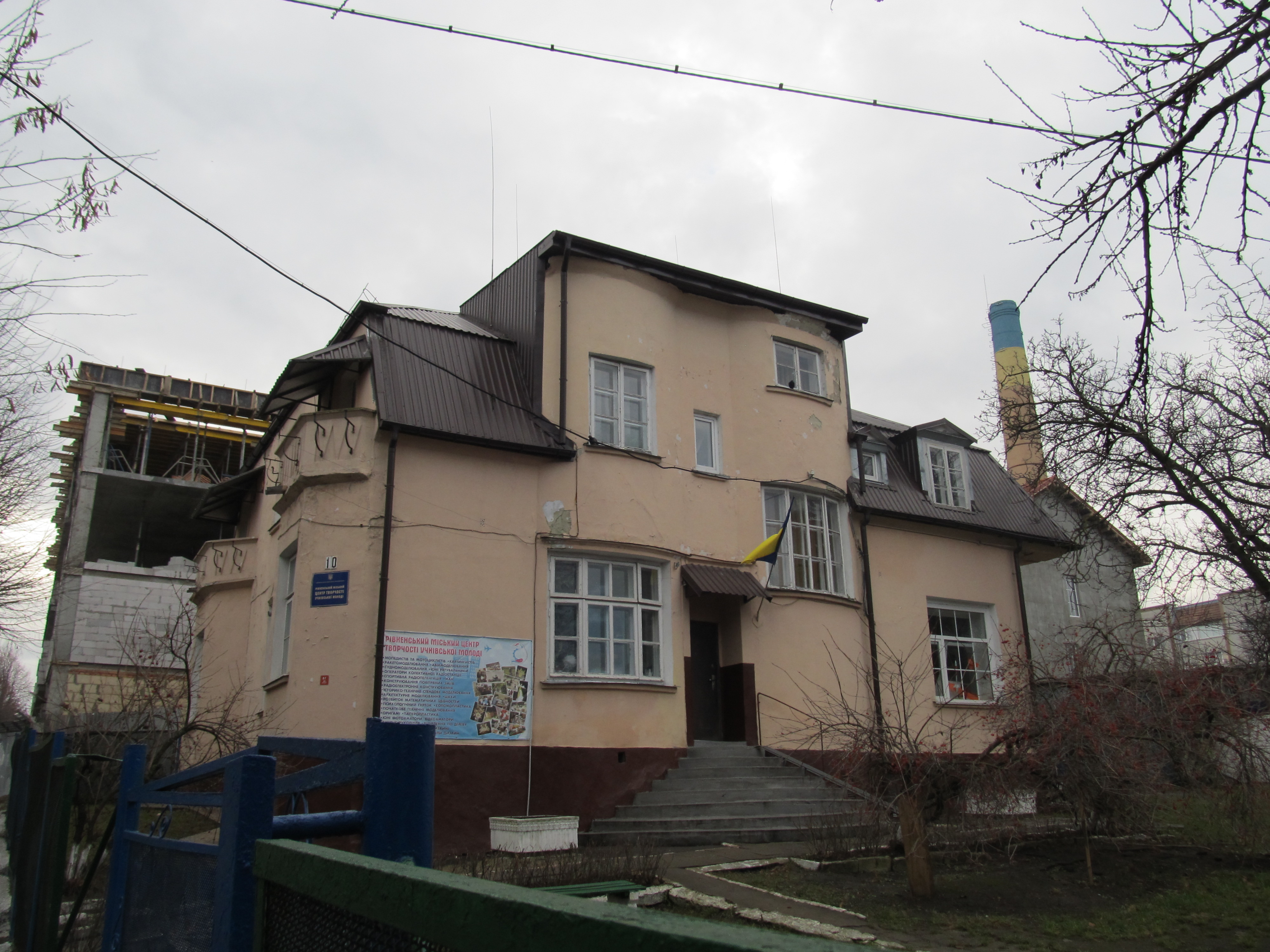
Будинок власника пивзаводу Рівне 01.jpg
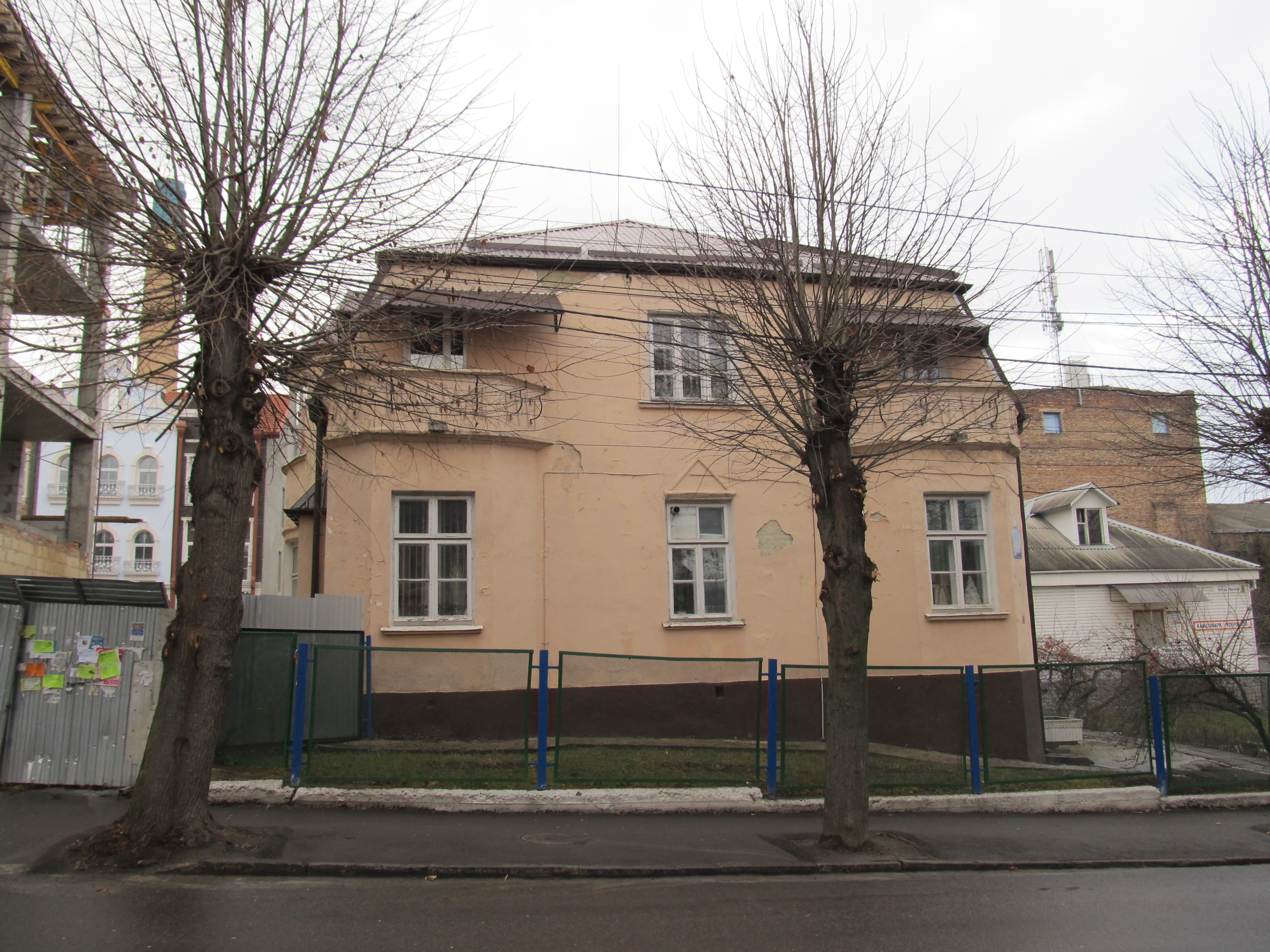
Будинок власника пивзаводу Рівне 01.jpg